# Fletxa Valona 1936
La Fletxa Valona 1936, 1a edició de la Fletxa Valona, es va disputar el 13 d'abril de 1936, entre Tournai i Lieja, sobre un recorregut de 234 kilòmetres. El vencedor fou el belga Philémon Demeersman, que s'imposà a l'esprint al seu company d'escapada, el també belga Alphonse Verniers.

## Classificació final
|    | Ciclista                  | Equip         | Temps      |
| -- | ------------------------- | ------------- | ---------- |
| 1  | Philémon Demeersman (BEL) | La Française  | 7h 04' 15" |
| 2  | Alphonse Verniers (BEL)   |               | m. t.      |
| 3  | Camille Michielsens (BEL) |               | + 23"      |
| 4  | Albert Beckaert (BEL)     | Alcyon-Dunlop | + 1' 06"   |
| 5  | Richard Rottermans (BEL)  |               | + 2' 12"   |
| 6  | Armand Lambert (BEL)      |               | + 2' 12"   |
| 7  | Corneel Leemans (BEL)     |               | + 2' 35"   |
| 8  | Jérôme France (BEL)       |               | + 2' 35"   |
| 9  | Antoine Dignef (BEL)      |               | + 2' 35"   |
| 10 | Eloi Meulenberg (BEL)     | Alcyon-Dunlop | + 3' 08"   |